# قناة مالطة البحرية

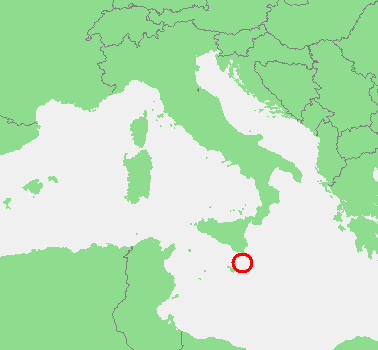
قناة مالطا.

قناة مالطا هي قناة بحرية تفصل جزيرة مالطا الأوروبية من الطرف الجنوبي لجزيرة صقلية,تعتبر القناة كحلقة وصل وطريق بحري من مالطا إلى أوروبا . في الحرب العالمية الثانية، شهد هذا البحر معارك بحرية كثيرة، حيث كانت القناة مزروعة بالالغام عندما كانت مالطا مستعمرة من بريطانيا. أيضا كانت هناك معارك بحرية أخرى دارت رحاها بين فرسان الإسبتارية وقراصنة الإمبراطورية العثمانية، وكذلك أثناء حروب بونيقية.